# Muurpissebed

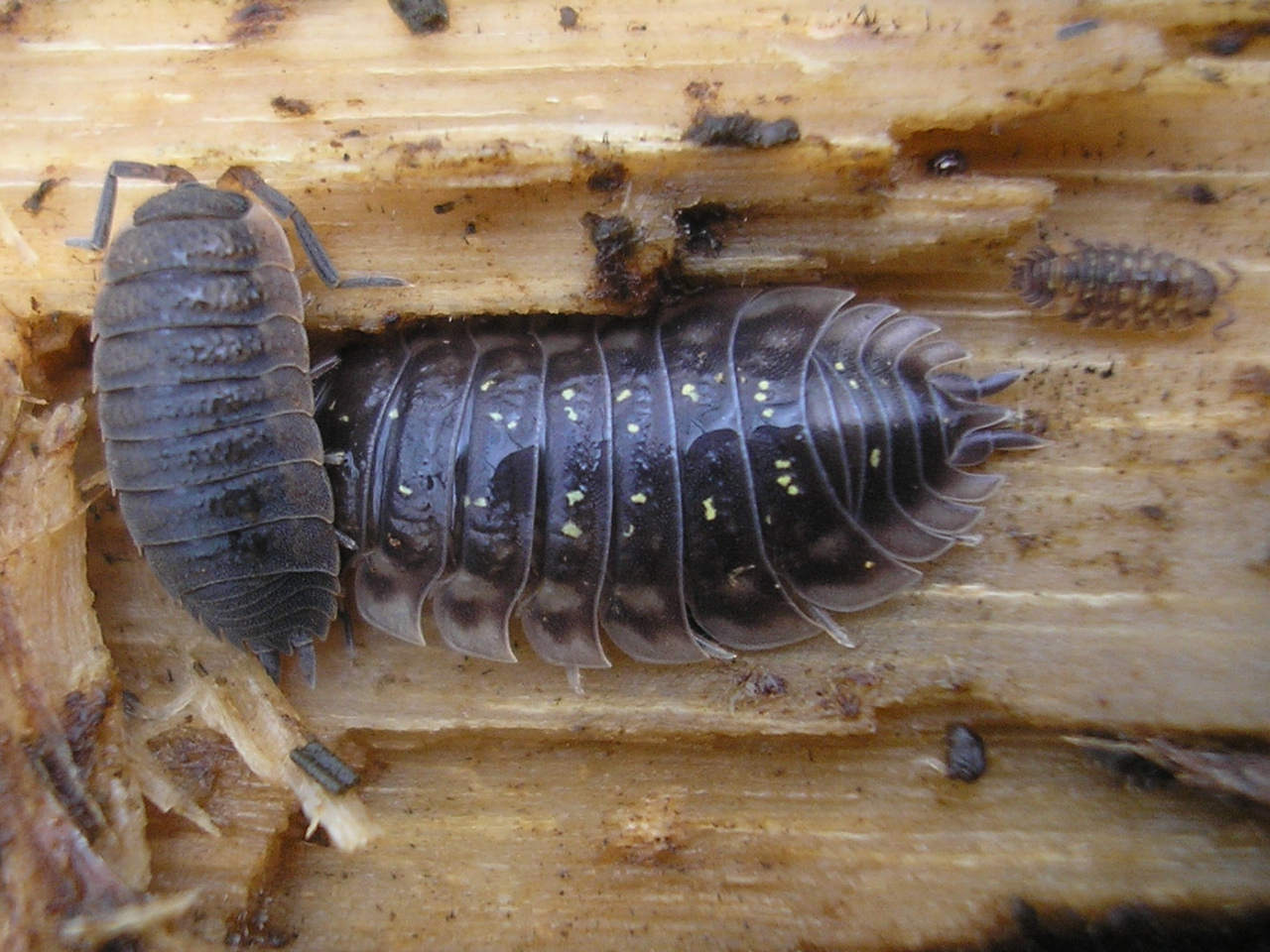
Ruwe- en Kelderpissebed

De naam muurpissebed wordt in het Nederlands wel gebruikt om een pissebed uit de onderorde Landpissebedden (Oniscidea) aan te duiden, maar is niet vastgelegd als officiële Nederlandse naam voor een van de soorten.
Meestal wordt met "muurpissebed" dan wel een kelderpissebed (Oniscus asellus), dan wel een ruwe pissebed (Porcellio scaber) bedoeld, maar de naam wordt een enkele keer ook nog wel met andere soorten in verbinding gebracht. Feitelijk zou de term qua geprefereerd habitat eigenlijk nog het beste bij de zwartkoppissebed (Porcellio spinicornis) passen, die een voorkeur heeft voor wat drogere, warmere en kalkrijke leefomgevingen en vaak op, of in de buurt van, (oude) muren gevonden wordt. Maar voor dit dier wordt de benaming muurpissebed opvallend genoeg zelden of nooit gebruikt.

## Duitse invloed?
In het Nederlands is een bijzonder verwarrende situatie ontstaan rond met de benamingen "muurpissebed" en "kelderpissebed" - wellicht onder invloed van de Duitse taal en mede doordat veel populaire 'natuurgidsjes' die in de boekhandel verkrijgbaar zijn uit het Duits vertaald zijn. In het Duits is namelijk de "Mauerassel" wel degelijk als naam voor een vaste soort bepaald en wel voor Oniscus asellus - de Nederlandse "kelderpissebed", terwijl de Duitse "Kellerassel" juist Porcellio scaber aanduidt. In veel van de genoemde vertaalde natuurgidsjes wordt vervolgens "Kellerassel" met "kelderpissebed" vertaald en "Mauerassel" met "muurpissebed" - wat dus niet strookt met hoe biologen en/of entomologen in het Nederlandse taalgebied hiermee omgaan.
| Wetenschappelijke naam | Nederlands     | Duits       |
| ---------------------- | -------------- | ----------- |
| Oniscus asellus        | kelderpissebed | Mauerassel  |
| Porcellio scaber       | ruwe pissebed  | Kellerassel |
| geen                   | Muurpissebed   | -           |